# Qarqucaq (ort i Azerbajdzjan)
Qarqucaq (armeniska: K’arkujak, Քարկուջակ, K’ark’ujak, Քարքուջակ) är en ort i Azerbajdzjan.   Den ligger i distriktet Goranboj, i den centrala delen av landet, 270 km väster om huvudstaden Baku. Qarqucaq ligger 445 meter över havet och antalet invånare är 745.
Terrängen runt Qarqucaq är kuperad åt nordväst, men åt sydost är den platt. Närmaste större samhälle är Safykyurd, 7,3 km nordost om Qarqucaq.
Trakten runt Qarqucaq består till största delen av jordbruksmark. Runt Qarqucaq är det ganska tätbefolkat, med 70 invånare per kvadratkilometer.